# Federació Djiboutiana de Futbol
La Federació Djiboutiana de Futbol (francès: Fédération Djiboutienne de Football, FDF) és la institució que regeix el futbol a Djibouti. Agrupa tots els clubs de futbol del país i es fa càrrec de l'organització de la Lliga de Djibouti de futbol i la Copa. També és titular de la Selecció de futbol de Djibouti absoluta i les de les altres categories.
Va ser formada el 1979.
- Afiliació a la FIFA: 1994
- Afiliació a la CAF: 1994[3]
- Afiliació a la UAFA: 1998